# 西里尔·斯莱特
西里尔·希利·斯莱特（1897年3月27日—1969年10月26日）是一名加拿大冰球运动员。他曾参加加拿大冰球队出征1924年冬奥会。在此次冬奥会上，他参加的加拿大冰球队获得了冠军。